# VGChartz
VGChartz è un sito web di monitoraggio delle vendite di videogiochi, che fornisce dati settimanali sulle vendite di software e hardware per console per regione. Il sito si trova al centro della rete VGChartz Network, una raccolta di cinque siti web di videogiochi: gamrFeed, gamrReview, gamrTV e gamrConnect. Il sito è stato lanciato nel giugno 2005 ed è di proprietà di Brett Walton. VGChartz fornisce strumenti per l'analisi dei dati a livello mondiale e revisioni periodiche dei dati forniti.
VGChartz fornisce strumenti per l'analisi dei dati, grafici e revisioni ed esami regolari delle principali notizie sui dati nel settore dei videogiochi. Alcuni siti, tra cui Game Developer e Wired.com, hanno messo in dubbio l'affidabilità delle informazioni presentate dal sito. VGChartz ha difeso la credibilità e l'affidabilità dei suoi dati di vendita.